# Sojoez 7
Sojoez 7 (Russisch: Союз-7, "Unie 7") was een Russische bemande ruimtevlucht aan het eind van de jaren 60. Het vloog een gecombineerde missie met Sojoez 6 en 8.

## Missiedoel
Het precieze doel van deze gecombineerde vluchten is nooit helemaal duidelijk geworden. Zoals zo vaak in die jaren, schermde het IJzeren Gordijn zijn zaakjes vakkundig af. De CIA ving echter radioberichten op die er op duidden dat, hoewel de Russen dit ten stelligste ontkenden, het de bedoeling was een koppeling uit te voeren.
De Russen wilden waarschijnlijk met iets spectaculairs voor de dag komen, om de aandacht van de wereldpers te trekken. De NASA had enige maanden daarvoor de Apollo 11 gelanceerd en zodoende de maanrace gewonnen. De Sovjet-Unie stond met lege handen en voelde zich behoorlijk in haar hemd gezet.

## Verloop van de missie

### Lancering
Sojoez 7 koos het wereldruim op 12 oktober 1969, een dag later dan Sojoez 6, op een Sojoez draagraket vanaf Bajkonoer. De bemanning bestond uit drie kosmonauten: commandant Anatoli Filiptsjenko werd vergezeld door Viktor Gorbatko en Vladislav Volkov (Volkov kwam ruim anderhalf jaar later om aan boord van Sojoez 11). Deze capsule had een gewicht van ruim 6 ton. De baan had een omlooptijd van 88,76 minuten, met een hoogste punt van 223 km, een laagste punt van 210 km bij een inclinatie van 51,65°.

### Wetenschappelijke instrumenten
Deze Sojoez beschikte over verbeterde apparatuur. De bemanning testte diverse nieuwe boordsystemen, zoals besturing, standregeling en navigatie. Door manoeuvres met meerdere schepen tegelijk werden fouten in het besturingssysteem opgespoord. Verdere proeven omvatten het uitproberen, zowel onderling (met Sojoez 6 en 8) als door middel van samenwerking met Molniya-communicatiesatellieten, van een vijfkanaals transmissiesysteem. Een systeem voor het tegelijk besturen van drie vaartuigen legde de bemanning eveneens op de pijnbank. Daarnaast nam die foto's en metingen van de geologische kenmerken van de Aarde en dampkring en de onmiddellijke nabijheid van hun thuisplaneet. Maar het hoofddoel van de missie hield iets heel anders in.

### Koppeling metSojoez 8

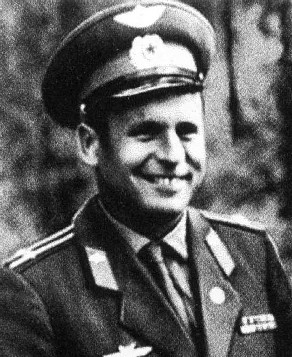
Viktor Gorbatko (datum onbekend)

Tot op de dag van vandaag ontkennen de Russen hardnekkig dat het werkelijke doel tijdens deze vlucht een koppeling tussen twee Sojoez capsules is geweest. Maar ten tijde van deze vlucht ving de CIA radioverkeer op, waaruit het tegendeel bleek. De Sojoez 7 diende als passief doelwit voor de actief zoekende Sojoez 8, die vervolgens aan moest koppelen. De hele gang van zaken moest worden vastgelegd vanuit Sojoez 6. Maar alle pogingen faalden jammerlijk.

### Technische problemen en slechte prestaties bemanning
De problemen begonnen al op de grond. De oorspronkelijke bemanning van een van beide schepen presteerde tijdens koppelsimulaties zó slecht dat de heren, althans voor deze missie, werden bedankt voor bewezen diensten en hun de deur werd gewezen. Maar tijdens de vlucht ging het evenmin van een leien dakje: zowel techniek als de mens faalden hopeloos op deze missie. Een blamage voor de Sovjet-Unie, zelfs met drie ruimteschepen en zeven kosmonauten tegelijk lukte het hun niet een relatief eenvoudige koppeling in een baan om de Aarde uit te voeren. Dat een paar maanden voordien de Apollo 11 als eerste op de maan landde (inclusief meermaals koppelen en ontkoppelen) en de bemanning veilig terugbracht maakte de afgang voor de Russen compleet. 
Op 14 oktober kwam Sojoez 8 tot op een kilometer van zijn doel, maar toen vertikte het Igla naderingssysteem plots om Sojoez 7 in het vizier te houden. Haastig beraadslaagden vluchtleiders wat te doen en de kosmonauten kregen toestemming tot handmatige nadering, mits de onderlinge afstand niet meer bedroeg dan 1500 m. Helaas ging door het conclaaf beneden zoveel tijd verloren, dat de twee schepen in de tussentijd drie kilometer van elkaar afdreven.
Men waagde een dag later nogmaals een poging om een geslaagde koppeling uit te voeren. Maar ook deze poging, op 15 oktober, mislukte. In de oorspronkelijke opzet moesten de kosmonauten vanaf een kilometer handmatig naderbij komen, maar ruim 3 uur en 40 minuten later bedroeg de afstand nog steeds 1700 m. Dit was dicht genoeg voor een koppeling, maar ze mochten alleen de aanvliegmotoren en stuurraketjes gebruiken, zonder de hoofdmotor te benutten. Dit bleek een te grote opgave en de schepen passeerden elkaar op 500 m. Bovendien verhinderde de hoge onderlinge snelheid een veilige nadering. Een paar uur later lukte het uitgerekend Sojoez 6, die nou net niét beschikte over het Igla-systeem, wél om Sojoez 7 tot op een afstand van 800 m te naderen. Een regelrechte blamage voor zowel de kapotte Igla als voor Sjatalov en Jelisejev aan boord van Sojoez 8.
De volgende dag voerden zij weliswaar enkele baanwijzigingen uit, maar het blijft onduidelijk of ze hiermee Sojoez 7 wilden benaderen.

### Landing
De Sojoez 7 keerde behouden op Aarde terug op 17 oktober 1969. Filiptsjenko, Volkov en Gorbatko landden na een vluchtduur van 4 dagen, 22 uur en 41 minuten op 155 km noordwestelijk van Karaganda te Kazachstan. Ze hadden 75 maal om de Aarde gecirkeld.
1 ·
2 ·
3 ·
4 ·
5 ·
6 ·
7 ·
8 ·
9 ·
10 ·
11 ·
12 ·
13 ·
14 ·
15 ·
16 ·
17 ·
18A ·
18 ·
19 ·
20 ·
21 ·
22 ·
23 ·
24 ·
25 ·
26 ·
27 ·
28 ·
29 ·
30 ·
31 ·
32 ·
33 ·
34 · 
35 ·
36 ·
37 ·
38 ·
39 ·
40

T-1 ·  
T-2 ·
T-3 ·
T-4 ·
T-5 · 
T-6 ·
T-7 · 
T-8 ·
T-9 · 
T-10-1 ·
T-10 · 
T-11 ·
T-12 · 
T-13 ·
T-14 · 
T-15